# Декстроморамід
Декстроморамід (англ. Dextromoramide), торгові назви пальфіум, джетріум і диморлін — дуже сильний опіоїдний анальгетик, який приблизно в 3 рази сильніший за морфін, але має коротший час дії. На декстроморамід поширюються режими заборони наркотиків як на міжнародному рівні через договори ООН, так і кримінальне законодавство окремих країн, і зазвичай він призначається лише в Нідерландах.

## Історія
Декстроморамід був відкритий і запатентований у 1956 році Паулем Янссеном з «Janssen Pharmaceutica», який також відкрив фентаніл, ще один важливий синтетичний опіоїд, який широко використовується для лікування болю та в комбінації з іншими препаратами як анестетик, а також галоперидол, піритрамід, серію лоперамід — дифеноксилат, та інші важливі препарати.
Декстроморамід дуже любили споживачі наркотиків в Австралії в 1970-х роках і у Великій Британії. Препарат у Британії мав основну торгову назву «Палфіум», хоча станом на середину 2004 року постачання препарату у Велику Британію було припинене через обмежені поставки хімічних речовин-прекурсорів. Декстроморамід пропав із британського ринку приблизно на один рік, і справжньою причиною того, що він не був відновлений для британського ринку, полягає в тому, що декстроморамід спричинює звикання та є сильним пероральним болезаспокійливим засобом. Схильність до залежності у препарату подібна до морфіну, але з менш важким синдромом відміни.
Єдиними європейськими країнами, які зараз використовують бренд «Палфіум», є Нідерланди, Ірландія та Люксембург. Ймовірно, його можна імпортувати в інші країни Шенгенської зони відповідно до розділу 76 зазначеної угоди, яка набула чинності в 2002 році. Це наркотична речовина, контрольована за Списком I у США, з DEA ACSCN 9613 і річною сукупною квотою на виробництво, яка дорівнює нулю станом на 2013 рік, і не використовувалася в США протягом приблизно 10 років, коли був оприлюднений новий Закон про контрольовані речовини 1970 року. Солями декстромораміду, що використовуються, є гідрохлорид (коефіцієнт перетворення вільної основи 0,915) і тартрат (0,724). Рацеморамід і проміжний продукт морамід також контролюються.

## Медичне використання
Основною перевагою декстроморамід є те, що він має швидкий початок дії при прийомі всередину, та має високу біодоступність, що означає, що пероральний прийом дає майже такий же ефект, як і ін'єкція. Він також має відносно низьку схильність спричиняти запор, що є загальною проблемою опіоїдних анальгетиків, які використовуються для полегшення болю при раку, а толерантність до знеболювальних ефектів розвивається відносно повільно порівняно з більшістю інших опіоїдів короткої дії.

## Фармакокінетика
Середній період напіввиведення декстромораміду становить 215,3 ± 78,4 хвилини, а об'єм розподілу становить 0,58 ± 0,20 л/кг. Пікові рівні препарату в плазмі досягаються протягом 0,5–4,0 години після прийому дози, зниження концентрації в плазмі після піку відбувається за двофазною схемою з періодом напіввиведення 0,4–1,6 години для першої фази та 6,3–21,8 години для кінцевої фази. У приблизно 40 % пацієнтів період напіввиведення коливається від 1,5 до 4,7 год, у монофазному режимі. Менше 0,06 % дози виводиться з сечею в незміненому вигляді протягом 8 годин після прийому.

## Хімічні властивості
Декстроморамід є правообертаючим ізомером молекули мораміду. Лівообертаючу молекулу називають левоморамідом, а їх суміш називають рацеморамідом. Його повна хімічна назва — (+)-1-(3-метил-4-морфоліно-2,2-дифенілбутирил)піролідин, а його молекулярна формула — C25H32N2O2, з атомною масою ~392,5.
Декстроморамід був виявлений під час дослідження спорідненого сімейства сполук, α,α-дифеніл-γ-діалкіамінобутирамідів, які не мають знеболюючої дії, але є надзвичайно активними фізіологічно як інгібітори шлункової секреції у людини. Інші препарати з цієї серії мають спазмолітичну та антигістамінну дію, але більшість досліджень за їх участю присвячено дослідженню анальгетиків.
Були ретельно досліджені взаємозв'язки між структурою та активністю цього сімейства препаратів, декстроморамід представляє оптимізацію кількох різних структурних особливостей;
- у 1-амідній групі активні лише піролідинові та диметиламідні замісники, причому піролідин є більш потужним
- алкільний ланцюг був більш потужним при метилюванні, 3-метилювання було більш потужним, ніж 4-метилювання, а в 3-метильних аналогах декстроізомер був більш активним
- хоча морфолін, диметиламін, піролідин і піперидин були активними в 4-аміновій групі, морфолін був найактивнішим
- будь-яке заміщення у фенільних кільцях знижує активність.

Таким чином, декстроморамід з піролідиновим кільцем у 1-амідному положенні, декстрометильною групою в 3-му положенні алкільного ланцюга, морфоліновим кільцем навколо 4-аміногрупи та обома незаміщеними фенільними кільцями був, безперечно, найпотужнішим з усіх сполук цієї серії та був єдиним, що широко використовувався в медицині (хоча рацемічна суміш рацеморамід обмежено використовувався).